# Sebastián Izquierdo
Sebastián Izquierdo, né le 29 janvier 1601 à Alcaraz et mort le 20 février 1681 à Rome, est un théologien jésuite espagnol.

## Biographie
Né à Alcaraz (Albacete, Espagne) le 29 janvier 1601, Sébastien Izquierdo entre dans la Compagnie de Jésus à Madrid le 17 novembre 1623. Il enseigne la philosophie à Alcalá de Henares, la théologie scolastique à Alcalá et à Murcie, la théologie morale au collège impérial de Madrid ; tout en enseignant, il est recteur d'Alcalá et de Murcie. Nommé assistant d'Espagne au cours de la onzième congrégation générale de la Compagnie de Jésus (12 juin 1661), il réside à Rome jusqu'à sa mort, le 20 février 1681. Il est l'auteur d'un Opus theologicum atque philosophicum (Rome, 1670), ainsi que d'un Pharus Scientiarum (Lyon, 1659). Son œuvre témoigne d'un projet ambitieux, celui de construire une théorie générale de la science en affirmant le caractère archaïque de l'Organon aristotélicien. Il entendait fonder un Ars universalis comme une science transcendantale. Il reprend le modèle mathématique des cartésiens, afin d'organiser à travers la combinatio terminorum les series propositionum, et espérait ainsi développer un savoir encyclopédique. Il s'inspire également (tout en s'en distinguant) des lullistes ainsi que de l'empirisme baconien.
Izquierdo est aussi l'auteur d'un grand nombre d'ouvrages ascétiques. La Práctica de los Exercicios espirituales de N. P. San Ignacio (Rome, 1665, in-8°) eut un grand succès ; on compte vingt éditions espagnoles jusqu'en 1800 et quatre au XIXe siècle, six éditions de la traduction latine préparée par l'auteur (Rome, 1678), dix en italien (Rome, 1665), une traduction allemande (Gratz, 1698), trois françaises (Lyon-Paris, 1711) et deux portugaises (Évora, 1687).